# Винтер, Гарри
Хорст Винтер (нем. Horst Winter), известный также как Гарри Винтер (нем. Harry Winter; род. 24 сентября 1914 в Бытоме, Пруссия — ум. 3 декабря 2001 в Вене, Австрия) — австрийский певец, представитель Австрии на конкурсе песни Евровидение 1960.

## Биография
Родился в городе Бытом (ныне находящимся на территории Польши). Окончил Берлинскую Академию искусств по классу скрипки и кларнета. К 1941 году играл на кларнете в местном камерном оркестре. В 1948 году Гарри записал свой первый сингл «Und jetzt ist es still». Песня стала популярной; в будущем на неё были записаны кавер-версии таких известных исполнителей как Бетти Хаттон (под названием Blow a Fuse, 1951) и Бьорк (It’s oh so quiet, 1995).
Наибольшую известность в Европе получило участие музыканта на песенном конкурсе Евровидение в 1960 году, где Винтер исполнил композицию «Du hast mich so fasziniert». Песня финишировала седьмой из тринадцати. Тем не менее, он стал победителем музыкального фестиваля в Монте-Карло, исполнив песню «Vogerl aus Wien».
В дальнейшем за свою музыкальную карьеру исполнителю удалось стать лауреатом трёх наград в области музыки, а также выпустить собственную книгу «Dreh dich noch einmal um». Всего им было выпущено двенадцать дисков. На восьмидесятилетие певца ему была посвящена специальная передача в эфире австрийской телерадиокомпании.
Гарри Винтер скончался в 2001 году. В 2002 году, в день первой годовщины со дня смерти, ему был открыт памятный камень в Вене, на углу улиц Гринцингерштрассе и Хайлигенштедтерштрассе (Grinzingerstraße / Ecke Heiligenstädterstraße).